# 大須観音駅
大須観音駅（おおすかんのんえき）は、愛知県名古屋市中区大須2丁目にある、名古屋市営地下鉄鶴舞線の駅である。駅番号はT08。
大須商店街の西側の玄関口である。

## 歴史
開業前は仮称を西大須駅としていたが、住民の親しみを考慮して大須観音駅として開業した。
- 1977年（昭和52年）3月18日：開業。
- 2025年（令和7年）5月12日：可動式ホーム柵が稼働開始[3]。

## 駅構造
相対式ホーム2面2線を有する地下駅。4つの出入口がある。そのうちの一つは旧1番出入口をエレベーター専用出入口に改修したものであり、出入口番号は1番のみ欠番となっている。
当駅は、鶴舞線駅務区上前津管区駅が管轄している。

### のりば
| ホーム | 路線   | 行先                     |
| ------ | ------ | ------------------------ |
| 1      | 鶴舞線 | 八事・赤池・豊田市方面   |
| 2      | 鶴舞線 | 伏見・上小田井・犬山方面 |

## 利用状況
名古屋市統計年鑑によると、当駅の一日平均乗車人員は以下の通り推移している。
- 2004年度　6,681人
- 2005年度　6,685人
- 2006年度　6,674人
- 2007年度　6,709人
- 2008年度　6,831人
- 2009年度　6,631人
- 2010年度　6,659人
- 2011年度　7,165人
- 2012年度　7,606人
- 2013年度　8,028人
- 2014年度　8,139人
- 2015年度　8,578人
- 2016年度　8,729人
- 2017年度　8,887人
- 2018年度　9,463人
- 2019年度　9,753人
- 2020年度　6,549人
- 2021年度　7,365人
- 2022年度　8,421人
- 2023年度　9,198人

平日より休日の方が利用客が多い。近年は観光客の増加に伴い、利用客が年々増加傾向にある。

## 駅周辺

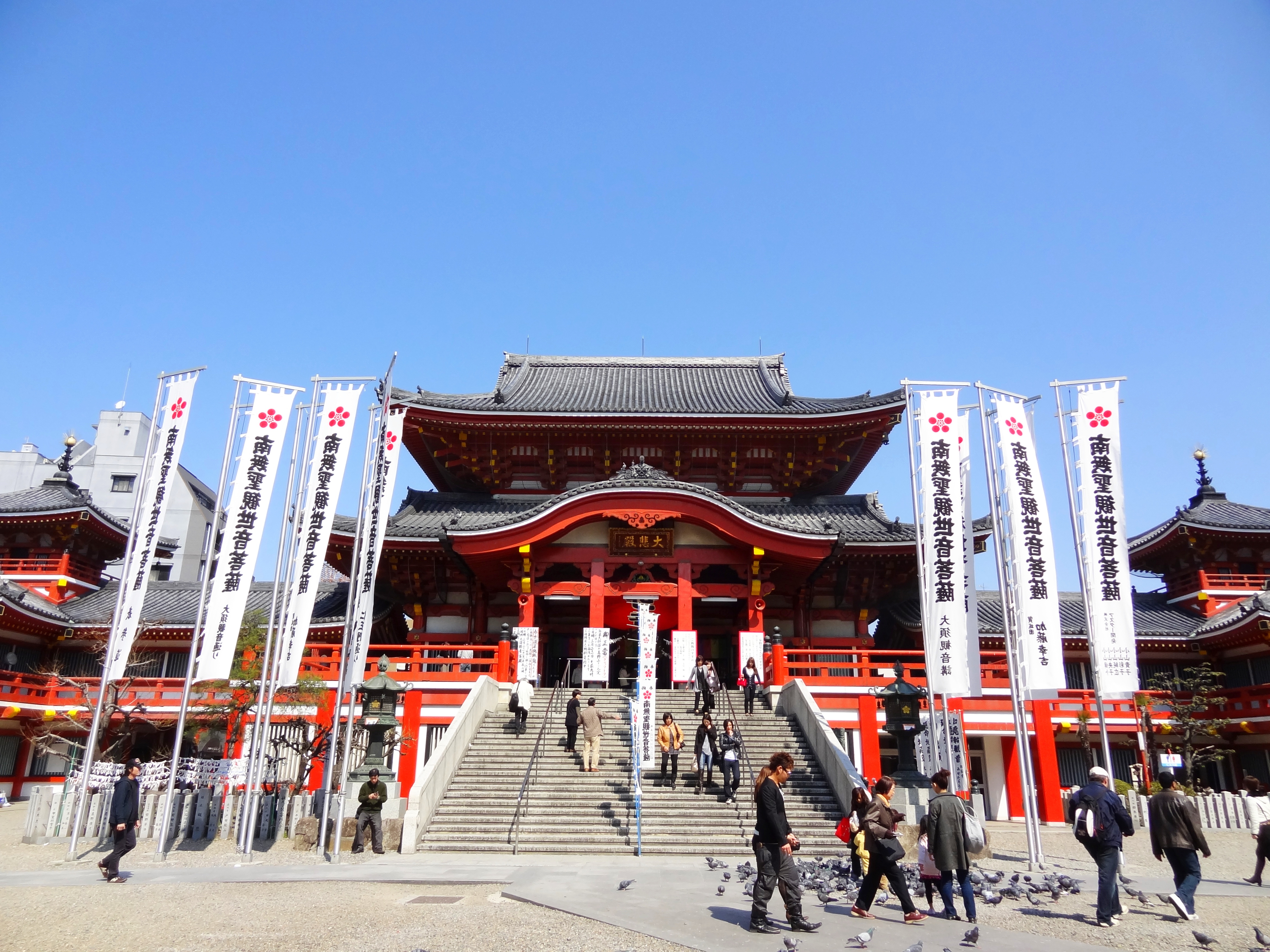
大須観音

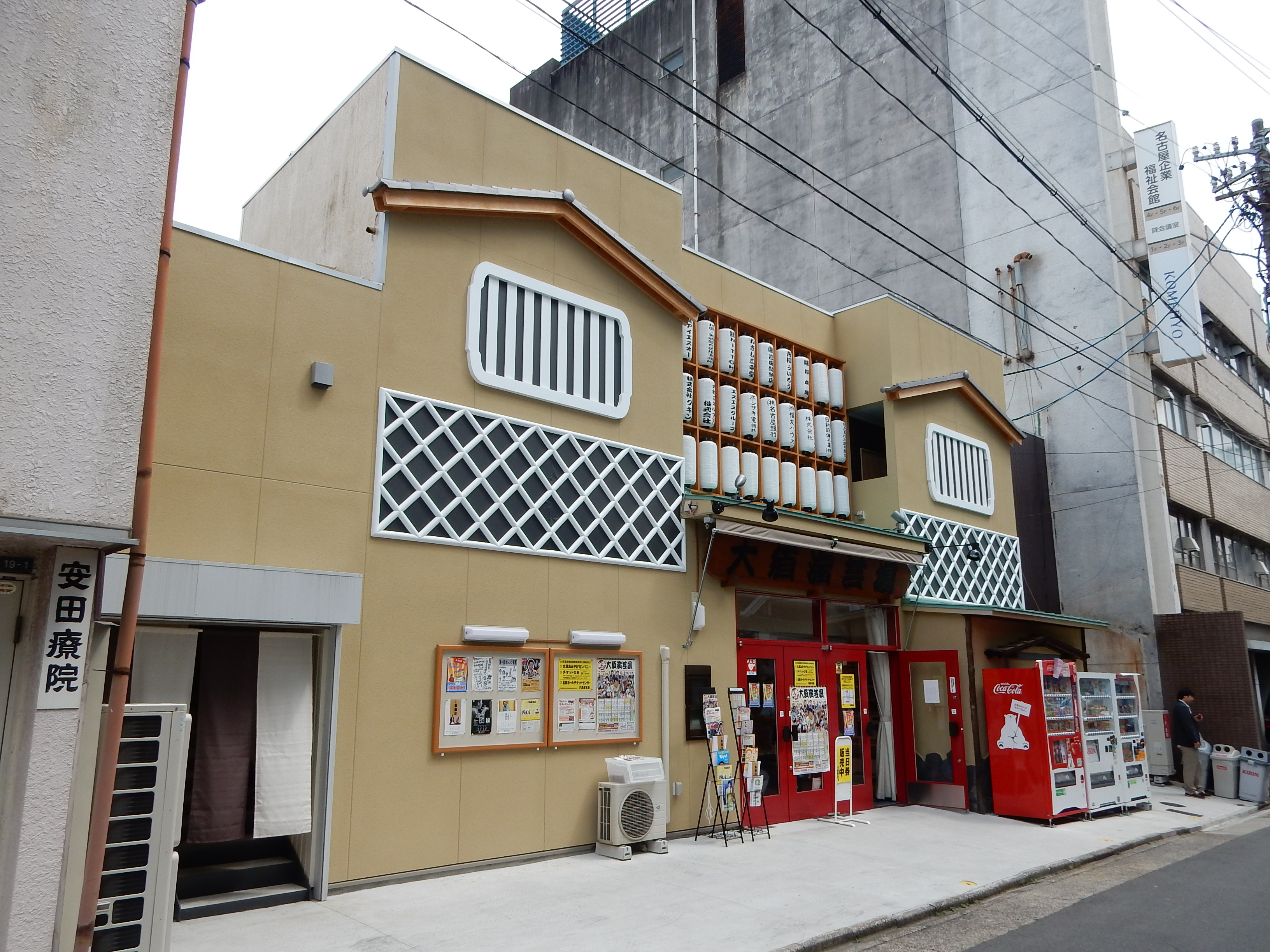
大須演芸場

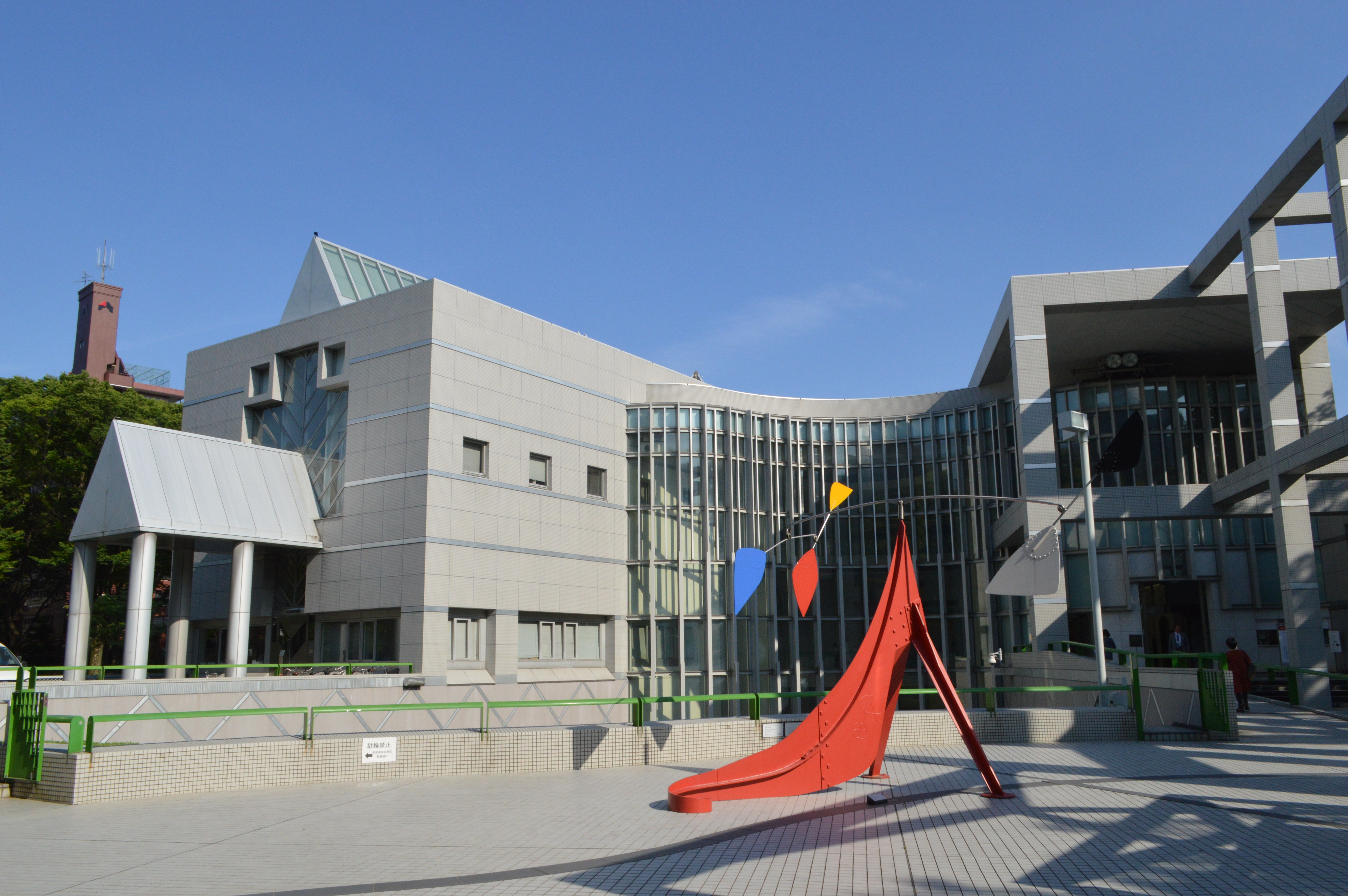
名古屋市美術館

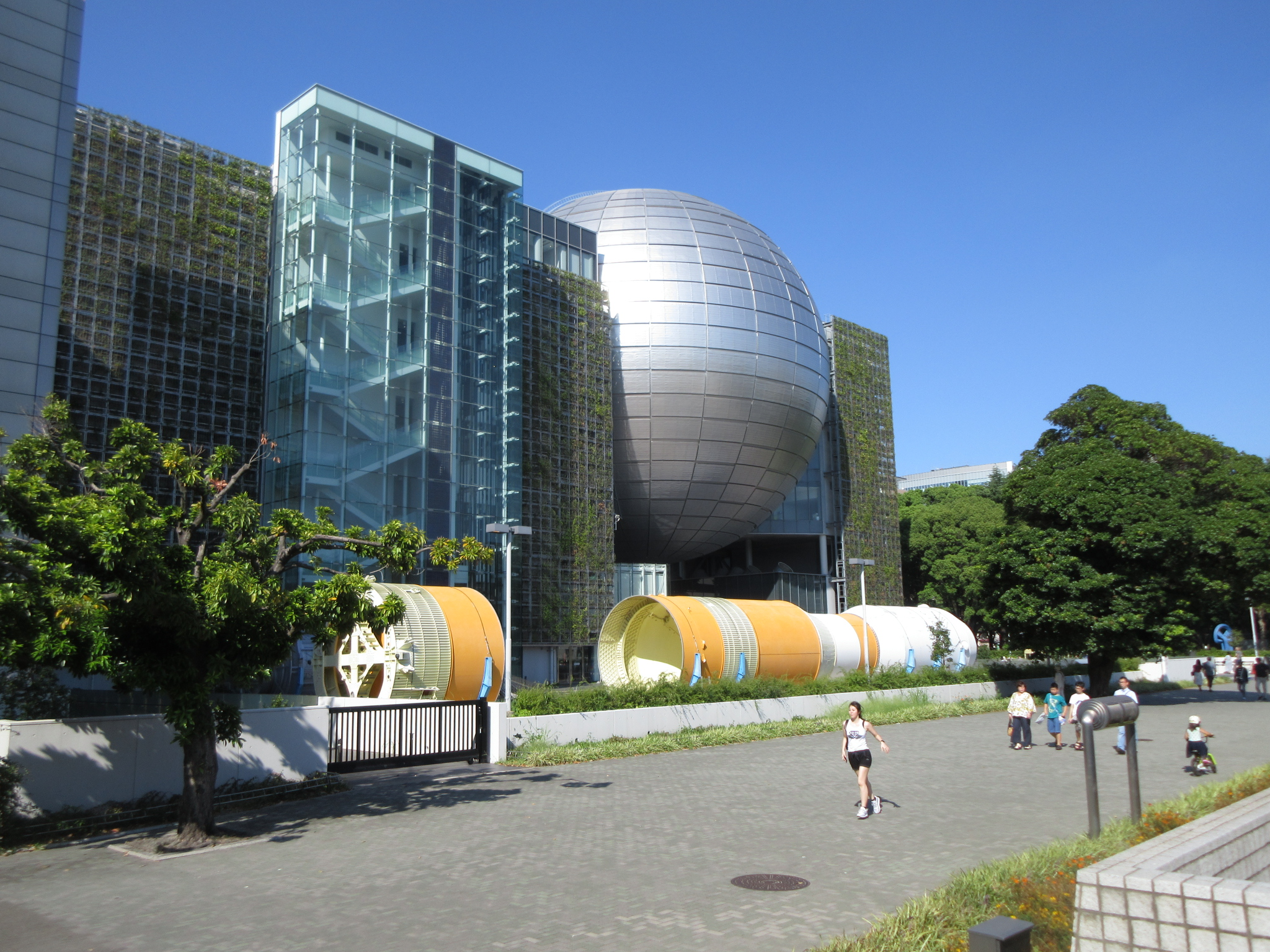
白川公園、名古屋市科学館

大須観音近くには仁王門通、大須観音通などのアーケード商店街があり、萬松寺近くには万松寺通、新天地通などのアーケード商店街がある。

### 施設
- 大須観音
- 洲崎神社
- 大須商店街
  - 大須商店街連盟
  - 万松寺ビル
  - 大須301ビル
  - 第1アメ横ビル
  - 第2アメ横ビル
  - コメ兵（本館・西館・アメカジ館・レディーズDCブランド衣料館・衣料量り売りショップ・買取センター）
  - 大須ういろ
  - 青柳総本家大須店
- 大須演芸場
- 七ツ寺共同スタジオ
- 白川公園
  - 名古屋市科学館
  - 名古屋市美術館
- テレビ愛知本社・放送センター
- 名古屋中郵便局
  - ゆうちょ銀行名古屋支店
- 名古屋スポーツセンター
- 中スポーツセンター
- 本願寺名古屋別院（西別院） - 浄土真宗本願寺派の寺院。
- あいち銀行大須支店（建て替えで一時閉店していたが2022年7月25日に営業再開）
- 愛知信用金庫西大須支店
- 名古屋市立栄小学校
- 名古屋市立大須小学校
- 伏見通（国道19号）
- 若宮大通
  - 若宮大通公園
  - 名古屋高速2号東山線
- 大須通
- 重工大須病院
- Electric Lady Land（ライブハウス）

## バス路線
名古屋市営バス「大須観音」バス停
- 中巡回：栄 - 大須観音 - 金山

名古屋市営バス「西大須」バス停
- 名駅18：名古屋駅 - 西大須 - 名鉄神宮前
- 栄23：栄 - 西大須 - 中川車庫前

名古屋市営バス「白川公園」バス停
- 名駅17：名古屋駅 - 白川公園 - 名古屋大学
- 中巡回：栄 - 白川公園 - 金山

名古屋市営バス「大須本町通」バス停
- C-758：名古屋駅 - 大須本町通 - 名古屋駅

## 隣の駅
名古屋市営地下鉄
 鶴舞線
伏見駅 (T07) - 大須観音駅 (T08) - 上前津駅 (T09)